# Graff (cráter)

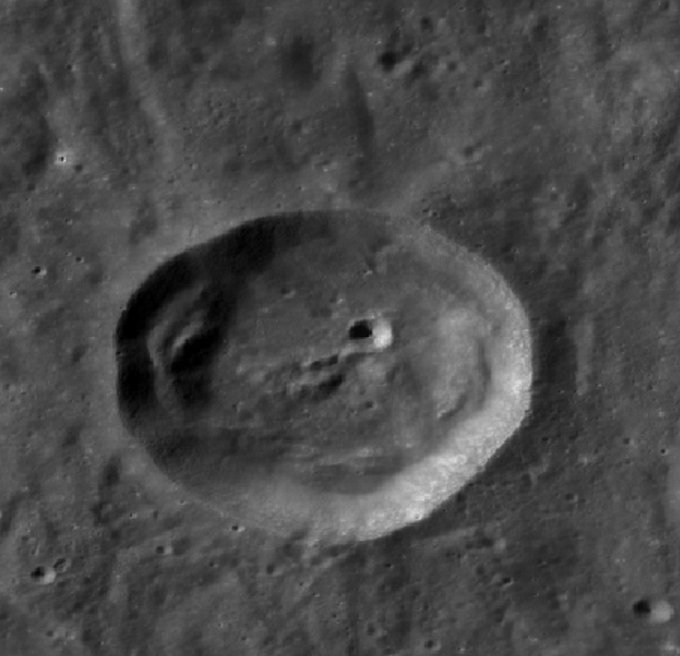
Cráter Graff (imagen LRO)

Graff es un pequeño cráter de impacto que se encuentra en el limbo suroeste de la Luna, al oeste de la depresión del Vallis Bouvard, en la parte sur del manto de eyección que rodea la cuenca de impacto del Mare Orientale. Al sursudoeste aparece el cráter Catalán, de menor tamaño.
El borde exterior de este cráter es más o menos circular, con una ligera protuberancia hacia afuera en su lado sur. Las paredes interiores no muestran un desgaste significativo, aunque presenta un anillo de materiales acumulados que rodea la plataforma interior. La parte inferior es algo irregular, con un pequeño cráter cerca del punto medio y otro al noreste.
Debido a su ubicación, el cráter se observa oblicuamente desde la Tierra, y su visibilidad puede verse afectada por la libración.
Este cráter se encuentra dentro de la cuenca Mendel-Rydberg, una amplia depresión producida por un impacto del Período Nectárico.

## Cráteres satélite
Por convención estos elementos son identificados en los mapas lunares poniendo la letra en el lado del punto medio del cráter que está más cerca de Graff.
|       | \| Graff \| Coordenadas \| Diámetro \| \| ----- \| ------------------------------ \| -------- \| \| A \| 41°12′S 86°06′O / -41.2, -86.1 \| 21 km \| \| U \| 42°06′S 90°42′O / -42.1, -90.7 \| 20 km \| |          |
| Graff | Coordenadas | Diámetro |
| A     | 41°12′S 86°06′O / -41.2, -86.1 | 21 km    |
| U     | 42°06′S 90°42′O / -42.1, -90.7 | 20 km    |